# Partida rusă (România)
Partida rusă (cunoscută și ca partidul rus sau partida rosească ori ca partida muscălească) reprezintă o grupare transpartinică a elitei politice românești apărută de circa trei secole și menținută până în epoca actuală, drept expresie a continuității de influență imperială rusă asupra destinelor naționale ale României.
Cu origine în epoca (de după momentul1783) în care  statul rus a început să înainteze spre Constantinopol de-a lungul țărmurilor nordice și vestice ale Mării Negre, partida rusă s-a raportat la maximalizarea șanselor naționale în legătură cu asocierea la liniile directoare ale politicii ruse. Fără a fi de regulă o structură instituționalizată, cu excepția fostului Partid Comunist Român creat de guvernul sovietic, a reprezentat și reprezintă o alternativă de orientare, în ce privește politica externă națională. În contextul geopolitic existent a competiționat de-a lungul istoriei cu alte grupări similare cu orientare imperială (în general spre Lumea Occidentală), identificate și ele potrivit imperiilor spre care se îndreptau speranțele de sprijin ale grupărilor politice românești respective: partida națională⁠(en)[traduceți] (zisă și franceză), partida otomană, și partida germană alături cea austriacă (ultimele două divizate din partida occidentală inițială). 
În istoria României există personaje cu simpatie declarată față de Rusia care, și-au adus aportul la evoluția României moderne.
După Revoluția Română din 1989 partidele occidentală și rusă din România, singurele supraviețuitoare în sens istoric până în prezent, s-au regăsit din punct de vedere geopolitic în competiție, cu referire fie la orientarea spre Organizația Tratatului Atlanticului de Nord și Uniunea Europeană, fie spre sfera de interese a Rusiei.

## Terminologie
Partida rusă sau partidul rus ori partida rosească sau partida muscălească reprezintă, la origine, o reprezentare imagologică din limbajul politic al epocii referitoare la una dintre grupările politice boierești din Principatele Române.

### Perspectiva sfârșitului de secol XVIII
Termenul de „partidă”, intrat în limba română pe filieră franceză este întâlnit inițial în izvoarele interne ale Principatelor Române la sfârșitul secolului al XVIII-lea cu sensuri diferite, atât de parte dintr-un întreg cât și cu sens politic (trimițând la noțiunea de partid). În izvoarele franceze sau ruse de limbă franceză ale epocii, în același context politic referențial perspectiva franceză indica un anume grup boieresc cu simpatii sau antipatii pro și respectiv antifranceze, în timp ce perspectiva rusă indica o anumită parte a boierimii pământene diferită calitativ de cealaltă (precum marea boierime în raport cu clasa inferioară a boierilor).
Înregistrarea termenului cu sensul de partid a venit de abia în perioada domniilor pământene, când inițial i s-a asociat sensul modern, peiorativ de grup interesat și corupt ce subminează solidaritatea națională. Consacrarea în limbajul politic al elitei cu sensul de „partidă” politică a survenit de abia în epoca domniilor regulamentare. În respectivul context, termenul de „partidă” a fost folosit spre a indica diversele „grupuri de putere” care, se confruntau în bătălia politică.
În acest fel, cei care au vehiculat influențele franceze și ruse au apelat la terminologia culturii occidentale a epocii pentru a indica grupări politice boierești, precum „partidul francez” sau „partida națională⁠(en)[traduceți]”, ori „partidul rus”.

### Perspectiva începutului de secol XVIII
Există în 2025 și opinia că, sintagma s-ar referi la gruparea de indivizi din teritoriile românești care, au reprezentat sau au apărat interesele Rusiei fie voit fie fără să-și dea seama, fie din convingere (convinși că drumul alături sau spre Rusia este în interesul României), fie au fost stipendiați în acest sens sau și-au urmărit propriul lor interes legat de Rusia.
Din această perspectivă, prima mențiune legată de partida rusă ar coborî până la momentul bătăliei de la Stănilești din 1711, în epoca în care campania Rusiei împotriva Imperiului Otoman din 1710-1711 a marcat prima apariție a puterii ruse la granițele Principatelor Române.

## Context
Teritoriul locuit de români a fost până până în momentul Primului Război Mondial înconjurat de trei imperii, astfel că, în ultimele trei secole elita politică a avut de-a face în mod periodic cu opțiuni legate de supraviețuirea națională, alegerea unora sau altora, dintre acestea, făcându-se pe fondul unor frământări interne și al fragmentării acestor elite în „partide”, identificate potrivit imperiului spre care se îndreptau speranțele de sprijin ale grupării politice respective. Această fragmentare în partide imperiale care, au reprezentat în primul rând o orientare în ce privește politica externă și mai puțin o alegere referitoare la construcția internă (cel puțin până la boleșvizarea Rusiei), a fost puternică în Moldova și Muntenia și ulterior în Vechiul Regat, deoarece cele două Principate au avut un anumit grad de libertate în ce privește politica externă, grație statutului de autonomie față de Poarta Otomană. Spre diferență de spațiul extracarpatic, însă, în Transilvania problematica internă a devenit cea asupra căreia s-a concentrat, in corpore, elita românească, motiv pentru care aici a apărut conștiința națională
Odată cu începerea de după momentul 1783 a înaintării statului rus spre Constantinopol de-a lungul țărmurilor nordice și vestice ale Mării Negre, elitele politice românești au trebuit permanent să facă față acesteia, ceea ce a inclus coagularea unei „partide” ruse la nivelul respectivelor elite. „Partida” aflată în cauză, fără a fi cu orice preț „vândută” patronilor ruși, s-a raportat la maximalizarea șanselor naționale în legătură cu asocierea la liniile directoare ale politicii ruse (țaristă sau sovietică). Pe de altă parte, în timp ce „partidele” otomană și habsburgică au dispărut în mod definitiv din viața politică națională odată cu disoluția Imperiului Otoman și a Monarhiei Habsburgice, în ultimele trei secole partida rusă s-a menținut continuu, ca și expresie a influenței imperiale ruse asupra destinelor naționale.
Fără a avea în cea mai mare parte a timpului o formă instituționalizată, cu excepția Partidului Comunist, partidele imperiale au avut aderenți din întregul spectru politic parlamentar, manifestându-se transpartinic și asigurând o alternativă la orientarea geopolitică predominantă. Căpătarea de consistență și de proeminență a unei partide imperiale s-a făcut mai ales atunci când politca imperiului respectiv s-a suprapus orientărilor de perspectivă ale politicii naționale românești.
Într-un asemenea context, suprapunerea intereselor naționale cu orientarea unei anumite partide imperiale a făcut ca granița dintre aceasta și partida națională⁠(en)[traduceți] să fie extrem de instabilă, ceea ce a putut determina apariția unor confuzii regretabile.
În opinia istoricului Mihail E. Ionescu, în spațiul românesc întărirea unei partide s-a însoțit de o contrareacție manifestată atât prin întărirea partidelor imperiale opuse, cât și prin apariția în cadrul opiniei publice au unui puternic curent contrar.

## Evoluție
Conform opiniei lui Mircea Mihăieș, în România a existat întotdeauna ceea ce istoric s-a numit „partida rusă”, conform istoricului militar Mihail E. Ionescu aceasta fiind o constantă a ultimelor trei secole.

### Principatele Române

#### Relațiile cu Rusia spre finalul Epocii Medievale
Pe fondul renașterii puterii militare otomane de după mijlocul secolului al XVII-lea sub conducerea vizirilor din familia Köprülü și a creșterii presiunii asupra Principatelor Române, principele Gheorghe Ștefan al Moldovei a încheiat cu țarul Alexei I al Rusiei la 17 mai 1656 un tratat prin care, în schimbul sprijinului militar destinat recuceririi cetăților Chilia, Cetatea Albă și Tighina acordat de Țaratul Rusiei, Moldova recunoștea suzeranitatea moscovită. Acest tratat a devenit inoperabil după îndepărtarea domnitorului din scaunul Moldovei. Alte negocieri cu Alexei I al Rusiei, în privința unui alt tratat de sprijin militar împotriva Imperiului Otoman în schimbul supunerii Principatelor, au mai fost duse în perioada refugiului lor în Polonia de către foștii domnitori ai Moldovei, Ștefan Petriceicu și ai Țării Românești Constantin Șerban.
După Asediul Vienei de la 1683 s-au reluat tatonările în ce privește o eventuală cooperare militară antiotomană, drept care s-a ajuns la un tratat semnat cu Petru I al Rusiei în numele Țării Românești de către Șerban Cantacuzino. În acest document, o clauză militară importantă a prevăzut îndepărtarea prezenței tătare din Bugeac, factor de disuadare și una dintre dificultățile majore care se opuneau unei ofensive antiotomane spre sud.

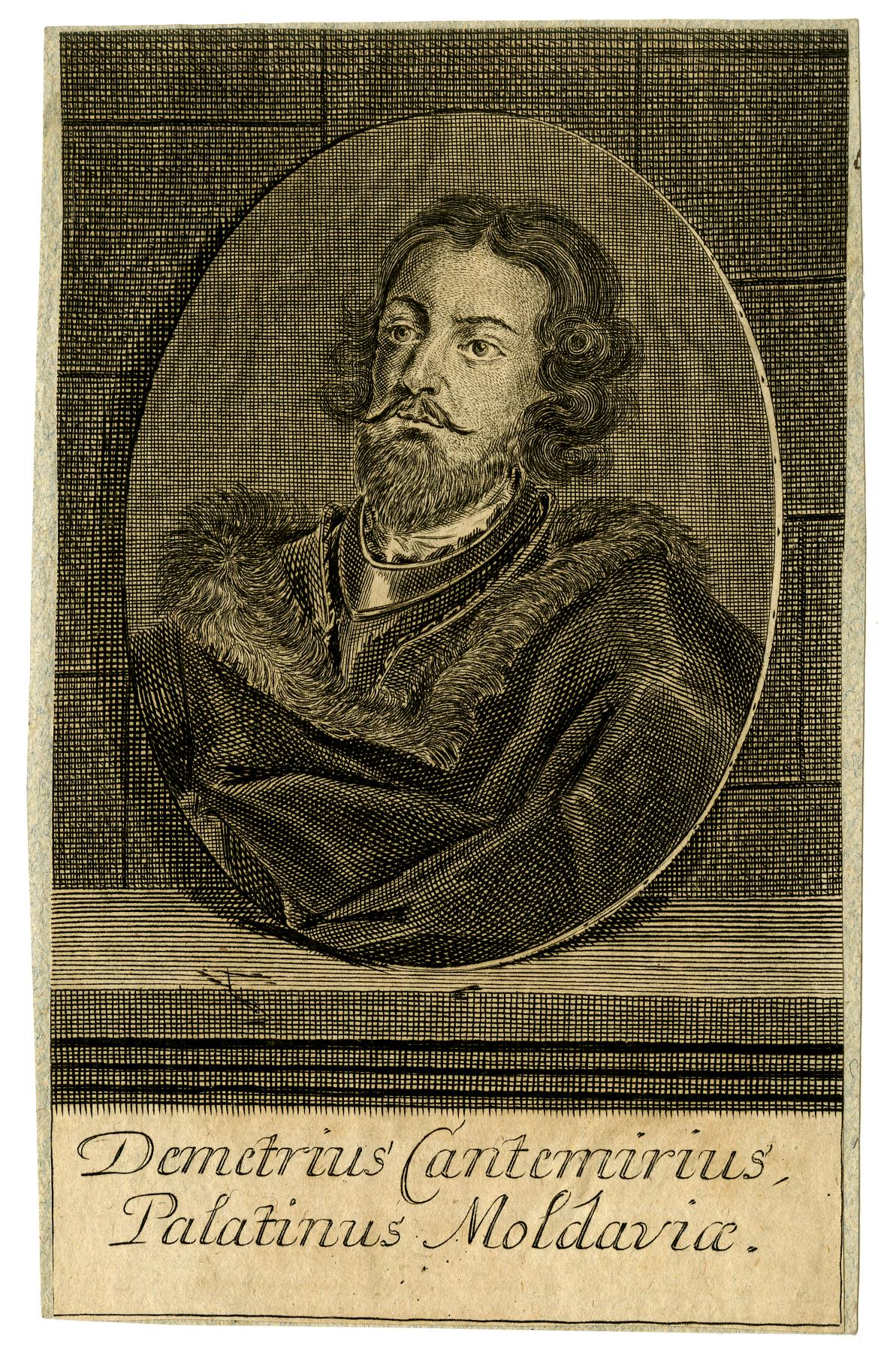
Consecințele potențiale pentru Moldova, asumate de Dimitrie Cantemir prin Tratatul de la Luțk, au condus mai târziu la opinia că domnitorul ar fi primul reprezentant de seamă al partidei ruse din istoria României.

Prin Tratatul de la Luțk prin care Principatul Moldovei condus de domnitorul Dimitrie Cantemir s-a aliat cu Țaratul Rusiei condus de Petru I, Cantemir și urmașii săi  însă, în calitate de conducători ai Moldovei, ar fi urmat să devină vasali față de țarul Rusiei, cetățile, orașele și alte locuri fortificate au fost menționate ca fiind la discreția rușilor dacă și când ar fi fost acestora necesar și statul rus ar fi urmat să instituie asupra Moldovei protecția sa militară față de Imperiul Otoman, dacă rușii ar fi câștigat războiul cu turcii. Toate acestea l-au determinat pe Alexandru D. Xenopol să afirme că, prin acest tratat Moldova ar fi ajuns în fapt o gubernie rusească, iar pe jurnalistul Matei Udrea să afirme că Dimitrie Cantemir ar fi primul reprezentant de seamă al partidei ruse în istoria României. În opinia istoricului Andrei Pogăciaș însă, pericolul anexării Principatelor de către ruși în cazul unei victorii a acestora în perioada domniilor lui Dimitrie Cantemir și Constantin Brâncoveanu, deși luat în evidență în cadrul politicii lor externe de către cei doi domnitori, ar fi fost contrabalansat de faptul că un asemenea act ar fi însemnat o astfel de schimbare a balanței de putere în Europa, încât ar fi determinat celelelalte puteri europene să intervină în sensul contracarării acestei măsuri.

#### Tranziția spre Epoca Modernă
Terenul, În Principate conform istoricului Cristian Ploscaru a fost reprezentat de disputele referitoare la putere dintre marile familii, precum și de nefericitul specific al politicii boierești de a vântura  ideea „închinării” statului unei alte puteri decât aceea care, îi avantaja pe rivalii care ocupau „marile slujbe”.
La începutul secolului al XIX-lea sarcinile impuse de Imperiului Otoman Principatelor Române au crescut, drept care românii au început să perceapă Imperiul Rus ca și o putere care putea să-i apere în raport cu otomanii. Partida rusă întărindu-se a căpătat o influență predominantă, cea ce a determinat o contrareacție care, s-a concretizat prin apariția și consolidarea orientării prooccidentale.
Războiul Ruso-Turc din 1806-1812, alături de ascensiunea Primului Imperiu Francez au pus elita politică a Principatelor în fața alegerii de a se asocia fie intențiilor diplomației franceze care, dorea ca românii să participe la stoparea expansiunii ruse, fie intențiilor Imperiului Țarist. Astfel, în timp ce o parte a  boierimii conservatoare, interesată de păstrarea propriilor privilegii și clerul, subordonat din punct de vedere ideologic Bisericii Ortodoxe Ruse s-au orientat către Rusia, reprezentanții păturilor mici și mijlocii nu au mai perceput însă statul țarist ca având bune intenții, în raport cu îmbunătățirea statutului celor două Principate. Spre diferență de partida franceză, cea rusă s-a văzut confruntată cu scăderea rapidă a adepților, datorită ocupației militare a celor două state românești în perioada 1806-1812. Suplimentar, aservirea față de politica Rusiei a determinat, după Congresul de la Viena, compromiterea orientării potențial naționale a partidei [ruse]. Mai mult, intrarea principatelor Moldovei și Țării Românești în sfera de influență rusă după 1821 (consemnată în 1829 prin Pacea de la Adrianopul), urmată de ocupație militară rusă și de instalare a regimului regulamentar în 1830 ca expresie a aceatei ocupații, au consolidat, ca și reacție, partida occidentală⁠(en)[traduceți]. Aceasta a fost, în perioada regulamentară, un competitor pentru partida rusă.
Conform lui Ploscaru Rusia nu a reușit, în Principate, să înjghebeze o partidă rusofilă care, să se revendice de la idei politice clare și mai ales de la un model de civilizație sau de la un model rusesc al dezvoltării. Acest tip de grupare politică nu a apărut în pofida imensei influențe ruse pe plan local, atât la nivel public cât și la nivelul vieții de zi cu zi și cu toate că, imaginea statului rus a fost favorizată de o multitudine de conjuncturi istorice favorabile (comunitatea de confesiune, vecinătatea geografică, aspirațiile de emancipare de sub otomani, vechile legături matrimoniale, culturale și ecleziastice). Motivul, conform lui Ploscaru este reprezentat de faptul că într-o perioadă caracterizată de un război ideologic ruso-francez și de emancipare a naționalismului românesc, boierimea pământeana a sesizat, în timp, „irezistibila înclinație a politicii ruse și a celor care o promovau către dominație și asimilare”.
În epocă, familia Ruset-Roznovanu a fost cunoscută pentru simpatia declarată față de Rusia, fiind notoriu devotată acesteia.

### Vechiul Regat
Ulterior perioadei regulamentare, până la Războiul de Independență al României, partida occidentală (divizată ulterior anului 1877 în partida austriacă, germană și franceză) a continuat să fie un competitor pentru partidele rusă și otomană.

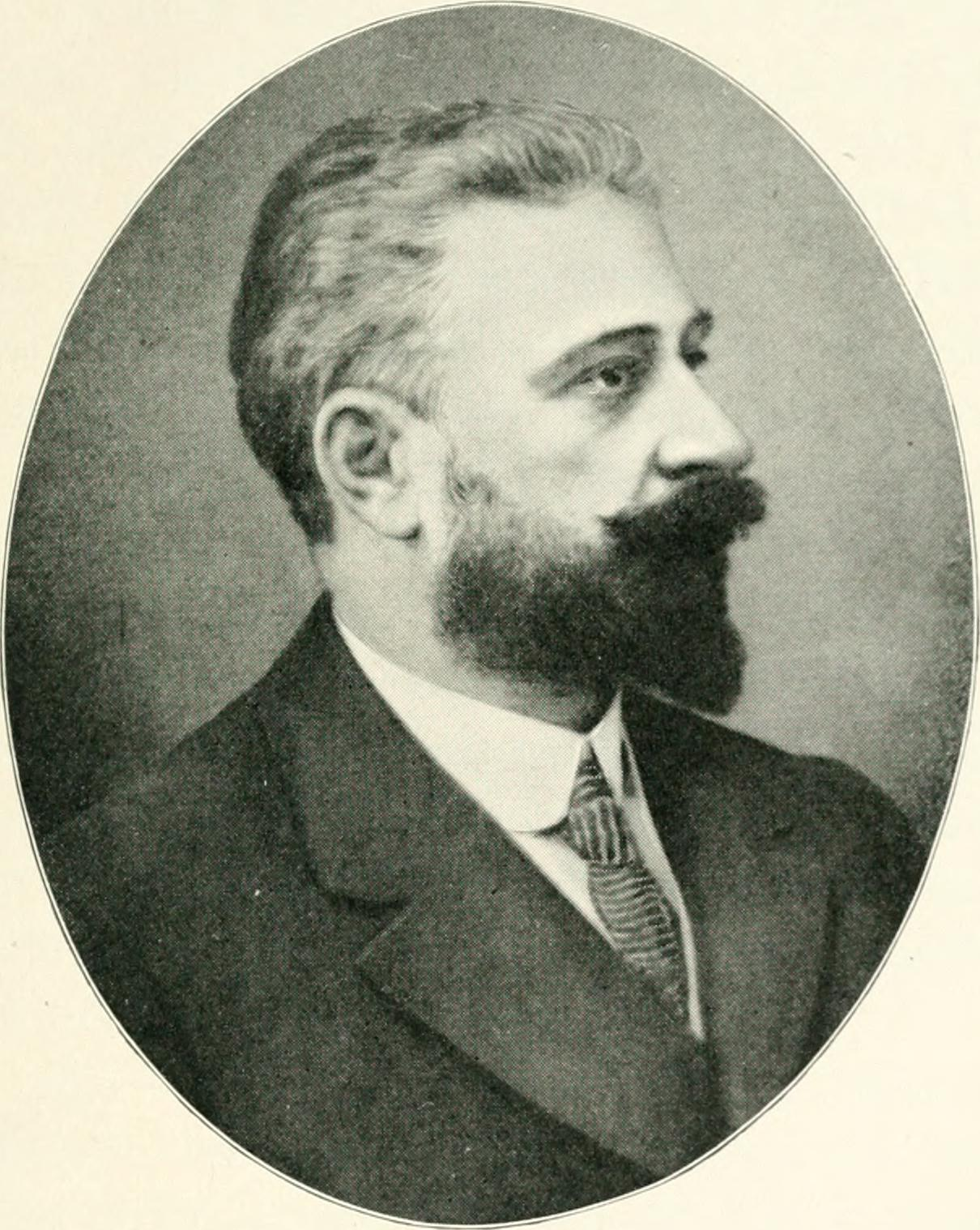
Liberalii, care-l aveau în frunte pe Ion I.C. Brătianu, au fost considerați de către P. P. Carp ca aparținând partidei ruse de o astfel de manieră, încât Brătianu a simțit nevoia să se apere de acuzația de a fi filorus.

Este de menționat că, în 1866 o grupare condusă de Nicolae Rosetti-Roznovanu, cumnatul său Constantin D. Moruzi (supus rus și unul dintre cei mai activi agenți ai Rusiei), mitropolitul Calinic Miclescu și Teodor Boldur-Lățescu a încercat după Unirea Principatelor Române să desprindă Moldova de Țara Românească.
Ulterior însă, Nicolae Rosetti-Roznovanu și-a arătat devotamentul față de România unită ca militar în timpul asediului Plevnei, în timp ce Gheorghe Ruset Roznovanu și-a folosit capacitatățile sale de bun organizator, conducător și de politician, în slujba aceleiași Românii.
Gândirea politică românească din secolul al XIX-lea până la Primul Război Mondial a fost dominată de puternice controverse dintre două curente majore: cel slavist susținut de partida rusă și cel germanist susținut de adepții legăturilor cu Puterile Centrale. În acest context, dezbaterea privitoare la Intrarea României în Primul Război Mondial a devenit simptomatică, în ce privește întărirea și dobândirea de proeminență, a partidei aliniate cu politica imperiului care se suprapunea orientărilor de perspectivă ale politicii naționale românești.

### România Mare
Regimului de la Moscova i se atribuie crearea Partidului Comunist Român, acesta fiind dirijat și manipulat ulterior de același regim. O ostilitate sistemică la adresa României a fost însă inclusă în ideologia sovietică chiar de la începuturile ei și aceasta s-a accentuat, ulterior, de fiecare dată când românii nu s-a conformat stereotipului de popor inferior, cum, de exemplu, s-a întâmplat în 1918 când Armata României a disciplinat trupele bolșevice ruse prădalnice, aflate pe frontul românesc.
În perioada interbelică Partidul Comunist Român a funcționat în ilegalitate, după 1924 și a primit ordine de la Moscova ce prevedeau destabilizarea și destrămarea statului român, precum și impunerea unui regim comunist subordonat Uniunii Sovietice. În epocă a acționat când pentru destabilizarea României, când pentru întărirea statului, în raport cu situația existentă pe plan internațional și cu directivele pe care le-a primit.

### România comunistă
Partidul Comunist Român, de la înființare și până la sfârșitul său a reprezentat singura formă instituționalizată din istoria României pe care, a căpătat-o vreodată vreo partidă imperială în cadrul limitelor naționale. Adesea, conform lui Vladimir Tismăneanu rusofilia s-a combinat cu sovietofilia, cu toate că chiar din 1955 de la fondarea Pactului de la Varșovia, România s-a văzut confruntată cu dilema de securitate dată de faptul că Uniunea Sovietică (sponsorul Pactului), alături de vecinii aliați ai României reprezentau principala amenințare militară la adresa independenței și integrității teritoriale românești.
Conform eseistului Horia Roman Patapievici, în perioada național-comunismului contrareacția la comunismul de tip sovietic a fost speculată în sensul deturnării ideii de patriotism, pentru a folosi întăririi dominației comunismului intern.

### Perioada de după 1989
După Revoluția Română din 1989, conform istoricului Mihail E. Ionescu partida rusă s-a întemeiat atât pe nostalgii pentru regimul anterior, cât și pe efortul unei anumite părți fostei elite de a-și păstra privilegiile. În aceste condiții partida rusă a redevenit un competitor din punct de vedere geopolitic, pentru partida occidentală. În România, conform lui Mircea Mihăieș (2021) agenda partidei ruse este suficient de vizibilă în ultimele decenii. Această opțiune politică are reprezentanți de seamă, forță mediatică și este succesoare a grupurilor și grupărilor care, conform lui Vladimir Tismăneanu de mai multe secole fac în spațiul geografic românesc jocurile puterii ruse.
Agitpropul partidei ruse actuale este, în România, tot conform lui Tismăneanu unul fundamentalist și compus din obsesii ortodoxiste și velicoruse ilustrate de ideile lui Aleksandr Dughin și Vladimir Putin. Sub o umbrela partidei ruse, cu un contur încă incert și caracterizată deocamdată de o coeziune redusă (2014), s-ar aduna astfel alături de ortodoxiști fanatici și demagogi xenofobi, antisemiți de suprafață, staliniști nostalgici și ceaușiști⁠(en)[traduceți]. În acest context, ceea ce unește în secolul al XXI-le pe membrii partidei ruse este, în opinia lui Tismăneanu ura pentru Vestul liberal și democratic, asociată unui țel strategic comun de deligitimare și de subminare a actualelor alianțe ale României, ceea ce conform lui Remus Pricopie (2023) servește interesului Rusiei de a întoarce România de pe drumul său occidental.
Mai mult, conform lui Mihăieș naționalismul românesc ar fi în pericol de a fi confiscat spre a fi folosit în beneficiul partidei ruse și a conexiunilor acesteia cu interesele Rusiei.
În anul 2025 conform jurnalistului Cristian Grosu, ponderea economică a partidei ruse în România, deși importantă, nu era clară.  Conform analistului media Tiberiu Fărcaș, tot în 2025 exponenții partidei ruse din România din rândul intelectualității și ai profesioniștilor din presă continuau să se evidențieze printr-o retorică eurosceptică și simpatii proruse având însă, ca urmare a regulilor democratice și a valorii occidentale a libertății de expresie, dreptul de a avea această orientare. Agenda partidei ruse în România anului 2025 ar fi, conform lui Vladimir Tismăneanu în fapt una rusofilă, putinistă, fiind orientată către confruntarea cu orientarea pro-occidentală spre Organizația Tratatului Atlanticului de Nord și Uniunea Europeană.
Pe de altă parte, conform istoricului Mihail E. Ionescu, o jumătatea de secol de comunism de tip sovietic a generat o contrareacție la nivelul memoriei colective⁠(en)[traduceți] naționale românești, motiv pentru care un eventual apel la rusofobie poate fi din nou speculat în sens politic, depășind cadrul unei „sănătoase rusofobii” care, conform lui Horia Roman Patapievici anterior i-a făcut pe români prudenți față de manevrele slavofile și panortodoxe.
Cu toatea ceastea însă, noțiuni precum „rusofobie” sau „prooccidentalism” ar trebui folosite cu prudență, conform lui Ionescu, deoarece este foarte ușor ca în focul disputelor politice, orientarea unei anumite partide imperiale care, se aliniază la un moment dat interesului național, să producă confuzii regretabile și care persistă în timp sub formă de [false] adevăruri.